# Loma Grande
Loma Grande è un centro abitato del Paraguay, situato nel Dipartimento di Cordillera, a 90 km dalla capitale del paese, Asunción. Forma il meno popolato dei 20 distretti in cui è diviso il dipartimento.

## Storia
Elevata al rango di distretto il 7 settembre del 1973, Loma Grande, allora frazione del distretto di Altos, fu lo scenario dell'incidente aereo che costò la vita nel 1940 al presidente del Paraguay José Félix Estigarribia, vincitore della guerra del Chaco. Il luogo della tragedia è diventato oggi un parco nazionale.

## Società

### Evoluzione demografica
Al censimento del 2002 la località contava una popolazione urbana di 401 abitanti (2.858 nel distretto).